# Dačice
Dačice («Datschitz» en alemán) es una ciudad situada en el distrito de Jindřichův Hradec en Bohemia del Sur, 12 km al sur de Telč, en el extremo sur de las Tierras altas de Bohemia y Moravia. Durante la reforma administrativa de 1960, la ciudad y los pueblos de los alrededores fueron incluidos en la Región de Bohemia del Sur. Aunque la ciudad pertenece a la Región de Bohemia del Sur, se encuentra en el territorio histórico de Moravia. En 2011, Dačice contaba con más de 7.000 residentes.
Dačice es un centro natural del suroeste de Moravia. Eso se debe no sólo a su ubicación, sino también al gran número de servicios, tiendas, empresas e instalaciones culturales y deportivas, como una sala de cine o un estadio deportivo moderno. Una cantidad de lagos de los alrededores, bosques, monumentos históricos, sitios de memoria completan el carácter pintoresco de la ciudad y la región que le rodea. En la ciudad se llevan a cabo con regularidad muchos festivales culturales.
El centro histórico de la ciudad es una zona de conservación urbana.

## Historia
La primera mención escrita de Dačice es del año 1183 en la crónica de Jarloch. Jarloch era el abad del monasterio premonstratense de Milevsko. La mención dice que el príncipe de Znojmo y margrave de Moravia Conrad Otto pidió al obispo de Olomouc consagrar la Iglesia de Dačice.
En la mitad del siglo XIV la ciudad perteneció a los señores de Hradec (Jindřichův Hradec). Durante su reinado, Dačice se convirtió en una ciudad, como se puede juzgar por el escudo de armas de la ciudad con una rosa dorada de cinco pétalos. En el siglo XV, Dačice pasó a Wolfgang Krajíř de Krajek y Landštejn. Eso se reflejó en la importancia y el poder de la ciudad. En el siglo XIV varios artistas italianos, especialmente los arquitectos, vinieron a la ciudad. La ciudad gótica se transformó en una ciudad del Renacimiento. Se construyeron el ayuntamiento, el castillo, el castillo nuevo y la torre de la iglesia de San Lorenzo. La ciudad obtuvo muchos privilegios. El comercio y la artesanía organizada en gremios se hicieron ricos. En esa época Dačice se convirtió en una de las principales ciudades de la Unidad de los Hermanos. La Guerra de Treinta Años fue un desastre para la ciudad. En 1680 Dačice fue despoblada por una plaga y después, en 1690, un gran incendio destruyó casi 80 casas. 
A principios del siglo XIXs, Dačice era pionera en la educación profesional y la industria. En 1820 una de las primeras escuelas forestales fue establecida en Dačice gracias al guardabosques Vicenc Hlava. En 1829 los hermanos Grenber establecieron la primera fábrica de azúcar moderna en nuestro país en Kostelní Vydří. En 1841 J. K. Rad produjo el primer azúcar en terrones del mundo en la refinería de Dačice. El invento fue patentado en 1843.
La situación de la ciudad cambió radicalmente a medios del siglo XIX. Dačice se convirtió en la sede del distrito del suroeste de Moravia y tenía 180 municipios. Dačice se quedó la sede de la autoridad local hasta el año 1960 (a excepción de los años de la Segunda Guerra Mundial de 1940 a 1945). 
En los años 1939-1945 Dačice perdió sus residentes judíos, sobre todo en Lublin en Polonia. Después de 1945 varias familias alemanas fueron expulsadas. Después de la Segunda Guerra Mundial se construyó un hospital y una planta para la producción de piezas de automóviles que es el mayor empleador de la región hoy en día. 

## Monumentos
Se puede encontrar información relacionada en la lista de monumentos culturales en Dačice.
* Castillo nuevo, nombrado por la primera vez en 1591, que ahora tiene el estilo del imperio del año 1831. Monumento Histórico Nacional
* Castillo antiguo, un palacio renacentista de los años 1572-1579. Es la actual sede de la Oficina Municipal.
* Iglesia de San Lorenzo de los años 1775-1785
* Torre renacentista de los años 1586-1592 con 51 metros de altura que está conectada con la iglesia barroca de San Lorenzo. 
* El monasterio franciscano de los años 1660-1664
* Capilla de San Roque y San Sebastián de finales del siglo XVII
* La columna mariana de la Plaza Havlíčkovo con una escultura barroca del año 1725. La parte más hermosa del monumento es la fuente imperial hexagonal.
* Ayuntamiento
* Laderas de Toužín y Ladera del roble - monumentos naturales

### Terrones de azúcar
Monumento de terrón de azúcar
Frente a la torre de la iglesia parroquial se encuentra el monumento del terrón de azúcar. La refinería del lugar produjo el primer terrón de azúcar en el mundo. Eso fue en 1841 y el terrón de azúcar fue patentado en 1843 por J.K. Rad de Dačice.

## Personalidades notables
* Ivo Jahelka (1954), popular cantautor
* Lenka Lanczová (*1964), escritora
* Matěj Mikšíček (1815-1892), periodista y escritor
* Jakub Kryštof Rad (1799-1871), director de la fábrica de azúcar del lugar, inventor del terrón de azúcar
* Pavel Spurný (1958), astrónomo
* František Stejskal-Lažanský (1844-1887), periodista
* Dan Svátek (* 1975), director, guionista y actor
* Michal Stehlik (1976), historiador, decano de la Facultad de Artes de la Universidad Carolina

## Ciudades hermanadas
* Groß-Siegharts, Austria
* Urtenen-Schönbühl, Suiza